# Ni Tanjung
Ni Nyoman Tanjung, née vers 1930 dans le village de Saren Kauh dans la partie orientale de l’île de Bali en Indonésie, est une artiste autodidacte indonésienne. Ni Tanjung est décédée le matin du 17 juillet 2020 chez sa fille, Ni Wayan Penpen, où elle vivait depuis plusieurs années dans le village de Saren Anyar, Budakeling, Karangasem, sur l'île de Bali en Indonésie,,.  
Proche de l’Art Brut, son œuvre, unique et originale, est aujourd'hui considérée comme une des plus belles découvertes du XXIe siècle de ce genre artistique inventé par Jean Dubuffet.

## Eléments biographiques
Née aux alentours de 1930, elle n'a pas été à l'école mais a reçu une éducation balinaise: danse, chant, tissage, préparation des offrandes. Pendant l’occupation japonaise des Indes néerlandaises, de mars 1942 à 1945, elle a vécu dans la misère . Elle a eu quatre enfants, dont seule sa fille aînée, Ni Wayan Penpen, a survécu. Durant les années 1960, elle a connu l'éruption du mont Agung et les massacres anti-communistes, au début de la dictature de Soeharto, une chasse aux opposants politiques qui a fait des centaines de milliers de victimes,.
Elle a vécu, depuis 2011, chez sa fille, dans une seule petite pièce, seule depuis la mort de son mari. De 2000 à 2009, elle dessinait sur des pierres volcaniques qu'elle ramassait et entassait au bord d'une route dans un village de Bali, créant une œuvre proche de l'Art Brut,,,,.
Découverte vers l'an 2000 par Made Budhiana, un artiste balinais, elle a été prise en charge dès 2003 par l'anthropologue suisse Georges Breguet qui est devenu sa figure tutélaire. Plusieurs expositions lui ont déjà été consacrées à travers le monde notamment à la Collection de l'Art Brut à Lausanne en Suisse, et au centre culturel Bentara Budaya Jakarta de Bali. Les œuvres de Ni Tanjung sont aujourd'hui présentées dans les plus importantes collections d'Art Brut à travers le monde.

## Musées
- Collection de l'Art Brut, Lausanne, Suisse[10]
- Lille Métropole Musée d'art moderne, d'art contemporain et d'art brut (LaM), Villeneuve-d'Ascq, France[14]
- Bentara Budaya Jakarta[15] museum, Jakarta, Indonésie
- La Fabuloserie, Dicy, France[16]
- Art Museum Versi, Yongin, Corée du Sud[17]
- Musée d'Arts Brut, Singulier & Autres, Montpellier, France
- Museum der Kulturen Basel, Schweiz

## Expositions
- Ni Tanjung, la reine du Volcan Agung, 2020, Galerie Patricia Dorfmann, Paris, France, proposition et commissariat d'exposition de Lucas Djaou[18],[19],[20],[21],[22],[23],[24].
- Ni Tanjung : À l'ombre du volcan Agung, 2019, Galerie La Fabuloserie, Paris, France, commissaire d'exposition Sophie Bourbonnais[25],[26].
- L'art Brut dans le monde, 2014, Collection de l'Art Brut, Lausanne, Suisse[12], commissaire d'exposition Lucienne Peiry.
- The Origin. History of psychiatry & art brut, Art Museum Versi, Yongin, Corée du Sud[27],[28],[29],[30],[17]
- Jakarta Biennale 2017, Jakarta, Île de Java, Indonésie[31],[32],[33],[34].

## Conférence
- Voyage à Bali à la rencontre de Ni Tanjung, 2013, émission Les Cafés du vendredi, durée 30 minutes, épisode 2, Lausanne[35].